# Новое руководство к сочинению комедий
«Новое руководство к сочинению комедий» или «Новое искусство сочинять комедии в наше время» (исп. Arte nuevo de hacer comedias en este tiempo) — стихотворный трактат испанского писателя Лопе де Веги, посвящённый теории драматургии. Был впервые опубликован в 1609 году в составе сборника стихов Лопе, изданного в Мадриде, переиздавался в 1613, 1621 и 1629 годах.
В трактате автор формулирует основания, на которых, по его мнению, следует создавать самобытную испанскую драматургию, и полемизирует со сторонниками универсального классицизма, сохраняя по отношению к этому течению формальный пиетет. Лопе пишет о необходимости смешивать «трагическое с забавным», опровергает требования единства времени и стилистического единообразия.